# Котово (Волгоградская область)
Ко́тово — город (с 1966) в Волгоградской области России, административный центр Котовского района. Образует городское поселение город Котово.
Население — 19 955 чел. (2025).

## География
Расположен на реке Малой Казанке (бассейн Дона), в 228 км от Волгограда.
Климат
Преобладает умеренно континентальный климат. Зимы мягкие и продолжительные. Лето сухое и жаркое. Среднегодовое количество осадков — 395 мм.

## История

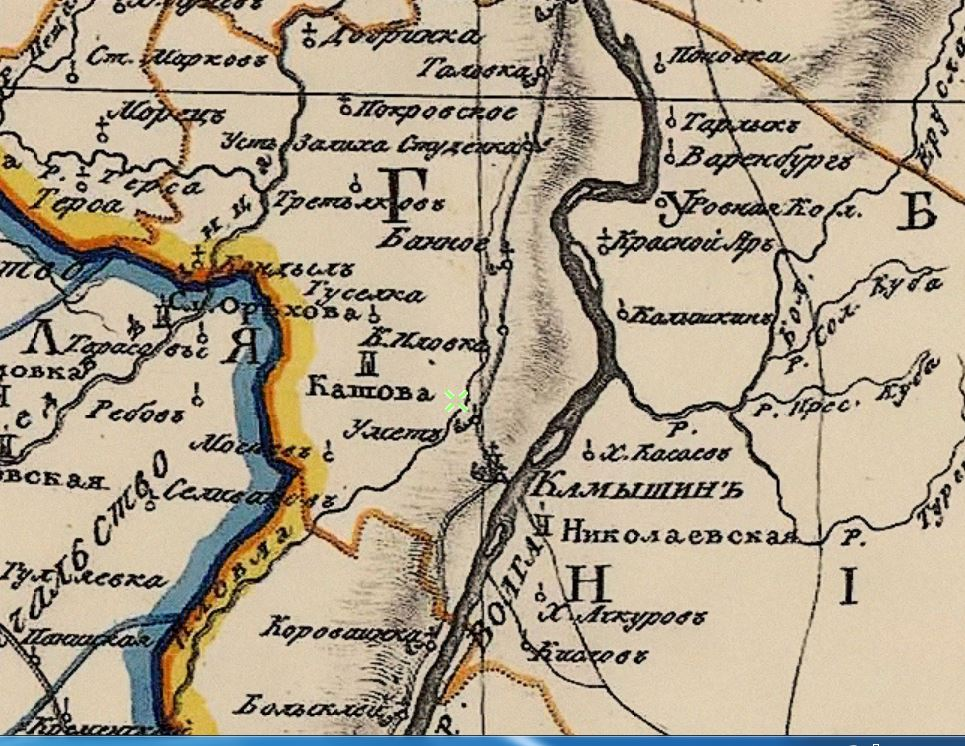

Слобода Котово Камышинского уезда образовалась по официально принятой, но ничем не подтвержденной версии, между 1715 и 1720 годами по реке Казанке в 51 версте от Камышина и в 150 вёрстах от Саратова. Все известные документы указывают на начало 1800-х годов. По, опять же официально утвержденной, но также не подтверждаемой версии, первым поселенцем был малоросс из Харьковской губернии по фамилии Котов, (по другим источникам Котенко). Что никак не связано с первым названием поселения Катова слобода. Вскоре к нему подселились малороссы из Харьковской и Полтавской губерний.
Название Котово происходит от фамилии Котов.
В четырёх вёрстах от сл. Котово вверх по Малой Казанке возникло село Серино. Вниз по течению речки образовалась сл. Коростино, в 13 вёрстах от Котово — с. Моисеево, северо-восточнее — х. Лобынец. Заселение этих сел проходило государственными крестьянами из украинских земель.
По документам земской переписи 1857 г. 10-й ревизии, в сл. Котово, Моисеево, х. Лобынце имелось 170 дворов с населением 1279 душ мужского пола и 1295 женского пола государственных православных малороссов. По переписи 1886 г., только в сл. Котово было 458 домохозяйств и 2944 души. Кроме того, 58 семей постоянно отсутствующих и 7 семей в 46 душ постороннего поселения. На этот период в Котово насчитывалось грамотных 269 мужчин и 27 женщин.
Из 458 жилых изб было деревянных — 440, саманных — 18, крытых железом — 6, тёсом — 38, соломой — 407, землёй 7. Двухэтажных строений — 3, промышленных заведений −20, лавок −15, кабак — 1, базар — 1, церковь — 1, школа — 1.
Казённая слобода Котово имела 5 улиц параллельно реке Казанке. Застройка велась не планово. На Казанке имелось 2 плотины, 2 съезда. На все село было 102 колодца с водой горько-солёного вкуса. Почти у каждого домовладельца были свой огород и фруктовый сад.
Крестьянских земель было 10 702 десятин, в которых было пашни 3400 десятин, 1000 десятин солончаков с мелким известняком. Остальные — желтоватый суглинок, Подпочва — жёлтая: глина с камнем. Надел был в двух участках: пахотная земля и леса находились при селении, а сенокос — за 30 в. по реке Иловле.
Для обработки земли у крестьян имелось 326 плугов, 3 сохи, 10 веялок, 1322 рабочих вола.
Кроме того, имелся продуктивный скот: 2111 коров и телят, 4131 овца, 480 свиней, 150 коров, 1 пчельник. Интенсивное заселение сел и хуторов региона началось после реформы 1861 г., когда проводилось законное переселение в порядке колонизации Поволжья и разрешения земельной тесноты в центральных губерниях России.
Одновременно продолжался прилив земледельцев — самовольцев, искавших простора и убегавших от своих помещиков.
По сведениям котовского священника В. А. Златомрежева, первая каменная церковь в слободе была построена в 1835 году. Церковь была сооружена во имя Архангела Михаила. В ней было два придела: правый — во имя Святой Троицы и левый — во имя Николая Чудотворца, день которого празднуется 6 декабря. Оба придела были освящены в 1867 году. При церкви служили один священник, один дьякон, один псаломщик. В 1888—1910 годах священником Михайло-Архангельской церкви был отец В. А. Златомрежева Аркадий Златомрежев.
В Котове имелось три крупных фруктовых сада: сад И. С. Захарченко, или «Сад Польченко», площадью 42 га, сад Попова, сад Семенченкова. Сад Захарченко располагался на плоскогорье, в районе нижней инкубаторской станции. Сад Попова — на окраине Котово, по левую сторону дороги Котово — Лапшинская. В саду было два красивых ухоженных озера, Сад Семенченкова известен своими родниками с холодной водой. Питьевая вода поступала в Котово по водопроводу, построенному в 1912—1914 гг. саратовским губернским земством. Земли Котова изобиловали множеством озёр, болот, трясин. Для продовольствия было отведено 1,06 десятины церковных земель. Котовскому церковному приходу принадлежал х. Лобынец, в котором, как видно из церковных документов, на 1894 г. — 131 душа муж. и 125 душ жен, пола. В сл. Котово в это время проживало 1699 душ мужского пола и 1679 душ женского пола.
По сведениям священника Злотомрежева, в Котово в 1842 г. была открыта церковно-приходская школа, школа размешалась в деревянном общественном доме. На 1889 г. в школе учились 140 мальчиков и 10 девочек, был один учитель. Содержалась школа за счёт средств общества — 230 руб. в год и средств земства уезда — 375 руб. в год.
Зарплата учителя составляла 300 руб. в год. С 1885 г. по 1911 г. котовских ребят учила грамоте учительница Татьяна Кузьминична Конюкова.
В 1894 г. была открыта вторая школа — земская, в которой учились 120 мальчиков и 30 девочек. Школа располагалась в частном доме. К 1914 г. было уже 4 школы и 6 учителей: Абаринова Анна Ефимовна, Бахрушина Евгения Павловна, Крылова Анна Федоровна, Овчаров Ефрем Кузьмич, Розов Владимир Петрович.
В 1864 году открыт фельдшерский пункт, а в 1889 г. — ветеринарно-фельдшерский пункт, обслуживавшийся одним фельдшером. В то же время образована «пожарка» с двумя заливными трубами и тремя лошадьми.
Работало 7 маслобоек Захарченко, Манжосова, Чупрыны, Неженского, перерабатывавших 80 пудов конопляных семян, 13 ветряных мельниц Ивахненко, Овчарова, Чупрыны, Манжосова, Лиховцова, Почтаревых. В 1861 г, образовалась Котовская волость с волостным управлением; урядник, волостной суд, сберкасса общества, земская станция по перевозке пассажиров и почты ямщина, заезжий двор с пятью повозка с экипажами. Из Котово ямщину гоняли в следующие населённые пункты:
Коростино — 15 вёрст, Смородино — 25 вёрст, Тарасов — 30 вёрст, М. Ольховка — 25 вёрст, Гуселка — 35 вёрст, Моисеево — 12 вёрст, Серино — 4 версты, Лобынец — 12 вёрст, Камышин — 51 верста.
В декабре 1918 года в Котово шли бои между белоказаками и Вторым Московским полком за овладение слободой Котово. Буденновцы часто вспоминали бои в котовских степях.
В феврале 1921 года в Серино и Котово хозяйничала банда атамана Вакулина. Через станцию Лапшинскую они направились в Камышин и захватили его. А позже были разбиты в Заволжье.
Первым печатным органом в Котово была газета «За большевистский колхоз» (издавалась с марта 1933 года). Газета «Ждановец» стала издаваться с января 1936 года. Первый номер газеты «Маяк» вышел в феврале 1963 года. Тогда ее тираж доходил до 11 тысяч экземпляров.

## Население
Динамика численности населения по годам:
| 1897 | 1911 |
| ---- | ---- |
| 3603 | 5237 |

## Местное самоуправление
Структуру органов местного самоуправления городского поселения г. Котово составляют:
- глава городского поселения г. Котово;
- Котовская городская Дума;
- администрация городского поселения г. Котово;
- контрольно-счётная палата городского поселения г. Котово.

Глава городского поселения г. Котово (Глава Администрации) — Ефимченко Наталья Николаевна.
Председатель Котовской городской Думы — Новомлинова Ирина Анатольевна.

## Экономика
- НГДУ «Коробковское» ОАО «Лукойл-Нижневолжскнефть» — с 2007 г. ТПП «Котовонефтегаз» ОАО «Лукойл-Нижневолжскнефть», с 2010 ОАО «РИТЭК»
- опытный завод бурового оборудования (Котовский филиал ООО «ВНИИБТ-Буровой инструмент»),
- газоперерабатывающий завод,
- завод «Сероочистка»,
- завод «Импульс», (закрыт)
- кирпичный завод, (закрыт)
- завод железобетонных изделий, (закрыт)
- маслодельный завод. (закрыт)

От станции Приволжской железной дороги Лапшинская к газоперерабатывающему заводу проложен подъездной путь.

## Образование
Город Котово имеет полную образовательно-воспитательную цепочку: детский сад — школа — профессионально-техническое училище — техникум. В Котово функционируют 6 дошкольных учреждений, 6 средних школ, ПУ-63 (закрыто), промышленно-экономический техникум, филиал Современной гуманитарной академии. В Котово первая библиотека была создана 12 января 1937 года. В ней насчитывалось 500 экземпляров книг художественной литературы, 700 — политической и сельскохозяйственной. На сегодняшний день[когда?] в городе действует 4 библиотеки из 8.

## Инфраструктура
В городе есть три пруда на Малой Казанке, четыре небольших парка. На северо-западной окраине Котово есть родник, вода которого содержит ионы серебра.

## Спорт
В 1962 году по инициативе Р. А. Морозова был построен стадион. В 2006 году стадион был обновлён и реконструирован. В августе 1987 г. был открыт спорткомплекс «Всетин» в честь чешского города-побратима. После реконструкции 2001 года он превратился в настоящий многопрофильный спортивный центр. Нынешнее название «Ритэк».
Велосипедный спорт в Котово начал развиваться в 1961 году, когда наш город был еще рабочим поселком. Тогда провели соревнования среди спортсменов ДСО «Труд» и набрали несколько велосипедистов на областные соревнования.
Александр Чеботарев оказался там в числе призеров и с той поры возглавил команду котовских велогонщиков, а в 1966 году стал освобожденным инструктором по велоспорту. В 1977 году он в возрасте 40 лет  выполнил норматив кандидата в мастера спорта СССР и доказал, что возраст в спорте не помеха.
Виктор Ильич Зиньковский в 1968 году стал мастером велоспорта СССР. Затем кандидатами в мастера спорта стали Виктор Тимофеевич Дронов, Александр Григорьевич Ситников, Анатолий Петрович Пономарев, Николай Иванович Селиверстов, Валентина Ивановна Ситникова.
На спартакиаде РСФСР среди школьников Валя Ситникова заняла третье место. Хотя в гонке она оказалась ростом самой маленькой, но стала призером соревнований.
В 1972 году в командной гонке на 75 км котовскими велосипедистами был установлен рекорд области — 1 час 38 минут.
С 1961 по 1981 годы велоспорт в Котово был на высоте. За эти двадцать лет кроме кандидатов в мастера спорта СССР было подготовлено 25 перворазрядников, около 400 гонщиков получили II и III юношеские разряды.
Источник: книга «Котово — наша колыбель» (И.П. Зозулин)

## Известные котовчане
Пётр Сергеевич Глубокий (род. 9 января 1947, село Гордиенки Котовского района Волгоградской области) — российский оперный певец (бас), вокальный педагог, профессор Московской консерватории. Народный артист Российской Федерации (2001). Член Союза театральных деятелей.
Ольга Петровна Бондаренко (род.2 июня 1960 года, училась в котовской средней школе №3, девичья фамилия Кренцер) — советская легкоатлетка, которая специализировалась в беге на длинные дистанции, чемпионка СССР, Европы, мира и Олимпийских игр, Заслуженный мастер спорта СССР (1986).
Бранимир (автор-исполнитель)
Алекса́ндр Геннадиевич Паршиков (творческий псевдоним Бранимир; 9 мая 1985, Котово, Волгоградская область) — русский музыкант, автор и исполнитель песен. Выступает преимущественно сольно, аккомпанируя себе на гитаре.

## Транспорт
С автовокзала города автобусы ходят в Волгоград, Камышин, Жирновск, Михайловку, Елань, Москву, Урюпинск, Рудню, Даниловку.

## Критика символов
Кот, изображённый на флаге Котово, является единственным котом, присутствующим в Российской геральдике. Включение кота в геральдические символы вызвало критику со стороны геральдического сообщества. Владислав Коваль, выбирая кота в качестве геральдического символа, исходил из того, что слово «кот» является корнем фамилии первопоселенца Котенко. Однако Юрий Курасов, автор ряда гербов поселений Волгоградской области, считает, что фамилия «Котенко» происходит от слова «кат» — наименования арбы, на которой возили соль от озера Эльтон. Следовательно, введения кота является вольностью автора. Кроме этого, Курасов обращает внимание, что в геральдике нет никаких котов:
В новом гербе меня многое не устраивает, когда речь идет о науке и истории – фантазии неуместны.
Президент Российской генеалогической федерации, герольдмейстер Российского Императорского Дома Станислав Думин высказался более сдержано, отметив "полёт фантазии" Владислава Ковала. При этом С. Думин отметил, что попытка создать новый единый геральдический стиль региона является оригинальной, но мало оправданной. С. Думин высказал сомнение в необходимости создавать новую геральдическую символику, имея неплохую старую. При этом, С. Думин не стал однозначно отвергать связь кота с фамилией Котенко, предположив, что только дальнейшие исторические исследования смогут разрешить спор.